# Liste der Monuments historiques in Maillé (Vendée)
Die Liste der Monuments historiques in Maillé (Vendée) führt die Monuments historiques in der französischen Gemeinde Maillé auf.

## Liste der Bauwerke
| Bezeichnung                       | Beschreibung              | Standort | Kennzeichnung | Schutzstatus   | Datum     | Bild           |
| --------------------------------- | ------------------------- | -------- | ------------- | -------------- | --------- | -------------- |
| Kirche Notre-Dame-de-l’Assomption | Erbaut im 12. Jahrhundert | (Lage)   | PA00110161    | Inscrit Classé | 1927 1988 | weitere Bilder |